# Sha'Keela Saunders
Sha'Keela Saunders (* 18. Dezember 1993 in Elizabeth City, North Carolina) ist eine US-amerikanische Leichtathletin, die sich auf den Weitsprung spezialisiert hat.

## Sportliche Laufbahn
Sha'Keela Saunders studierte von 2014 bis 2017 an der University of Kentucky und sammelte 2015 erste Erfahrungen bei internationalen Meisterschaften, als sie bei den Panamerikanischen Spielen in Toronto mit einer Weite von 6,66 m die Bronzemedaille hinter der Kanadierin Christabel Nettey und Bianca Stuart von den Bahamas gewann. 2017 wurde sie bei der Athletissima in Lausanne mit 6,68 m Zweite und beim Memorial Van Damme in Brüssel mit 6,64 m Dritte. Zudem schied sie bei den Weltmeisterschaften in London mit 6,32 m in der Qualifikationsrunde aus. Im Jahr darauf siegte sie mit 6,60 m bei den NACAC-Meisterschaften in Toronto und wurde anschließend mit 6,68 m erneut Dritte beim Memorial Van Damme. 2019 startete sie bei den Weltmeisterschaften in Doha und klassierte sich dort mit 6,54 m im Finale auf dem neunten Platz. 
2018 wurde Saunders US-amerikanische Meisterin im Weitsprung.

## Persönliche Bestleistungen
- Weitsprung: 6,90 m (+1,2 m/s), 30. Mai 2021 in Chula Vista
  - Weitsprung (Halle): 6,90 m, 10. März 2017 in College Station